# Grand Angle sur... Nougaro
Pour les articles homonymes, voir Nougaro.
Albums par Claude Nougaro
Chansongs
(1993) The Best de Scène
(1995)
Compilations par Claude Nougaro
Paris Mai
(1968) Les Grandes Chansons de Claude Nougaro
(1998)
Grand Angle sur... Nougaro est une compilation de Claude Nougaro, sortie en 1994 au format CD, sous le label Philips.

## Titres
| No  | Titre                                      | Durée |
| --- | ------------------------------------------ | ----- |
| 1.  | Le Jazz et La Java (thème de Joseph Haydn) |       |
| 2.  | Les Don Juan                               |       |
| 3.  | Une petite fille                           |       |
| 4.  | Le Cinéma                                  |       |
| 5.  | Cécile, ma fille                           |       |
| 6.  | Il y avait une ville                       |       |
| 7.  | Armstrong                                  |       |
| 8.  | Bidon ville                                |       |
| 9.  | L'Amour sorcier                            |       |
| 10. | Toulouse                                   |       |
| 11. | Je crois                                   |       |
| 12. | La pluie fait des claquettes               |       |
| 13. | Quatre boules de cuir                      |       |
| 14. | Paris Mai                                  |       |
| 15. | Dansez sur moi                             |       |
| 16. | Brésilien                                  |       |
| 17. | Comme une Piaf                             |       |
| 18. | Tu verras                                  |       |
| 19. | Le Coq et la Pendule                       |       |
| 20. | Je suis sous                               |       |
| 21. | Le Chat                                    |       |
| 22. | Nougayork                                  |       |